# 潘力山
潘力山（?—1927年10月），吳虞的女婿，1922年曾主張聯省自治，發表文章〈讀秋桐君學理上之聯邦論〉支持聯邦制。曾任上海法科大學副校長，1927年10月被國民黨特務暗殺身亡。